# Pen Pad Amstrad

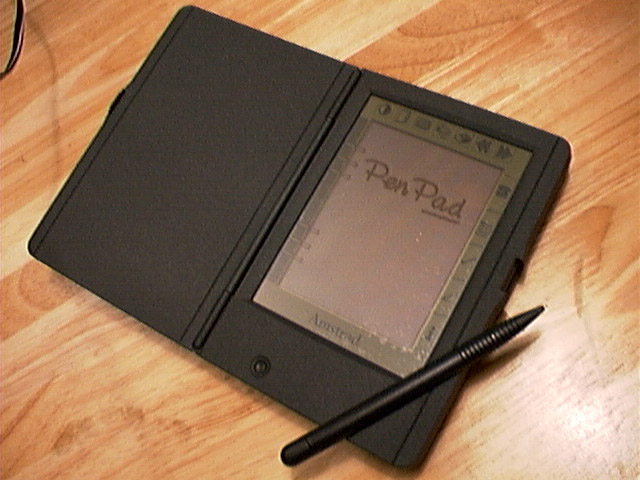
Le PDA 600.

Le Pen Pad Amstrad est un des premiers modèles d'assistant personnel de la firme britannique Amstrad. Sorti le 17 mars 1993 sous la dénomination PDA 600, il se présente au format approximatif d'un livre de poche avec un rabat pour protéger l'écran tactile sur lequel l'utilisateur peut écrire avec un stylet.
Le PDA 600 ne rencontrera pas le succès et la production sera rapidement arrêtée. Les appareils produits seront bradés par Tandy Corporation pour 50 livres par unité, soit la moitié de leur coût de production par Amstrad.

## Fiche technique dans sa version de 1993
- Logo : « User Friendly » (« facile à utiliser » ou « convivial ») ;
- Écran tactile à cristaux liquides monochrome de 240 x 320 points, non rétroéclairé il demande un réglage avec beaucoup de contraste pour être lisible, de préférence loin d'une source lumineuse ;
- Fonctions : agenda, carnet d'adresses, bloc-notes ;
- Dimensions : hauteur 16 cm, largeur 11,5 cm, épaisseur 2,7 cm ;
- Poids : 400 g ;
- Processeur : Z80 de Zilog ;
- Alimentation : 4 piles bâton et une pile au lithium, quatre heures d'autonomie ;
- Connecteur série 8 broches et un logiciel pour communiquer avec des IBM, export en ASCII.
- Logement pour carte PCMCIA pour stocker des données (1 à 2 Mo) et charger des applications.

## Première utilisation
L'utilisateur a pour obligation, lors de la première utilisation, d'écrire chaque lettre une par une dans des cases afin que l'appareil puisse reconnaître son écriture. La reconnaissance des caractères écrits n'identifie les lettres qu'une par une et cela interdit donc à l'utilisateur de les lier.

## Ses fonctionnalités
L'écran affiche des onglets qui permettent d'accéder aux réglages et aux fonctionnalités. On peut : 
- régler le contraste ;
- créer de nouvelles pages ;
- utiliser une calculatrice virtuelle, un bureau et une gomme ;
- cliquer sur deux boutons pour naviguer dans les pages (avant arrière) ;
- accéder au répertoire téléphonique, au bloc note, à la liste des choses à faire ;
- utiliser une table de conversion universelle (mètres en milles, litres en gallons, degrés Celsius en Fahrenheit etc.) ;
- régler des alarmes pour se rappeler les événements importants.

La saisie des caractères est limitée à 21 signes, ponctuations et espaces compris, l'abrégé est de rigueur. La zone de dessin qui permet de dessiner rapidement un croquis, est la seule zone où l'utilisateur peut écrire en liant les lettres. Le Pen Pad s'éteint automatiquement s'il n'est pas utilisé pendant cinq minutes.
D'autres logiciels sont chargeables grâce à la carte PCMCIA et peuvent être installés :
- un dictionnaire bilingue ;
- un traitement de texte ;
- un gestionnaire de bases de données et de formulaire ;
- un tableur ;
- des plans de grandes villes.

Ces logiciels supplémentaires sont d'abord développés pour l'Angleterre puis pour la France.

## Dans la même famille
Déjà en cette année 1993 Amstrad développait des appareils téléphoniques cellulaires avec un agenda intégré utilisable avec un stylet. Un Note Pad avec écran tactile, un combiné téléphonique et une imprimante pour émettre et recevoir des fax. Un autre Pen Pad qui retranscrit en texte ce que l'utilisateur dicte à la voix. Amstrad avait même étudié le développement d'un navigateur GPS avant l'heure, pour mettre sur le tableau de bord des conducteurs. Cette firme créait déjà des appareils de loisir électroniques avant de se lancer dans les ordinateurs c'était un retour aux sources.

## Controverse sur l'usage du terme «PDA»
Apple avait présenté le Newton durant l'été 1992 au Consumer Electronic Show de Chicago, un appareil que la firme avait appelé « Personal Digital Assistant » (PDA) sans en avoir déposé le terme,. Amstrad avait ensuite sortit son Pen Pad comme « Personal Digital Assistant » en mars 1993, ce qui n'a pas plu à Apple, qui ne sortira son Newton qu'en août 1993.